# Simulium speculiventre
Simulium speculiventre es una especie de insecto del género Simulium, familia Simuliidae, orden Diptera.
Fue descrita científicamente por Enderlein, 1914.